# مورای انرژی
مورای انرژی (انگلیسی: Murray Energy) شرکت زغال‌سنگ آمریکایی است، که در سال ۱۹۹۸ تأسیس شد.